# Naomi Uemura
Naomi Uemura (jap. 植村直己 Uemura Naomi; ur. 12 lutego 1941, zm. ok. 13 lutego 1984) - japoński badacz i podróżnik, szczególnie znany ze swoich samodzielnych osiągnięć, takich jak:
- zdobycie Bieguna północnego (1 maja 1978)[1],
- przepłynięcie tratwą Amazonki,
- zdobycie szczytów: Kilimandżaro, Aconcagua, Mont Blanc, Matterhorn oraz Denali (McKinley).

Zaginął 13 lutego 1984 podczas schodzenia ze szczytu McKinley. Jego ciało nie zostało odnalezione.